# Carex winkelmannii
Carex winkelmannii là một loài thực vật có hoa trong họ Cói. Loài này được Asch. & Graebn. mô tả khoa học đầu tiên năm 1903.